# Montenotte (département)
Pour les articles homonymes, voir Montenotte.
1805–1814
Entités précédentes :
- République ligurienne

Entités suivantes :
- Royaume de Sardaigne

Le département de Montenotte est un ancien département français qui exista de 1805 à 1814. Son chef-lieu était Savone.
Le département fut créé le 6 juin 1805 et nommé ainsi en référence à la victoire de Montenotte, remportée par le général Bonaparte le 12 avril 1796 contre les Autrichiens du général Jean-Pierre de Beaulieu.
Son territoire est actuellement divisé entre les provinces italiennes de Savone, Alexandrie, Imperia et Coni.

## Liste des préfets

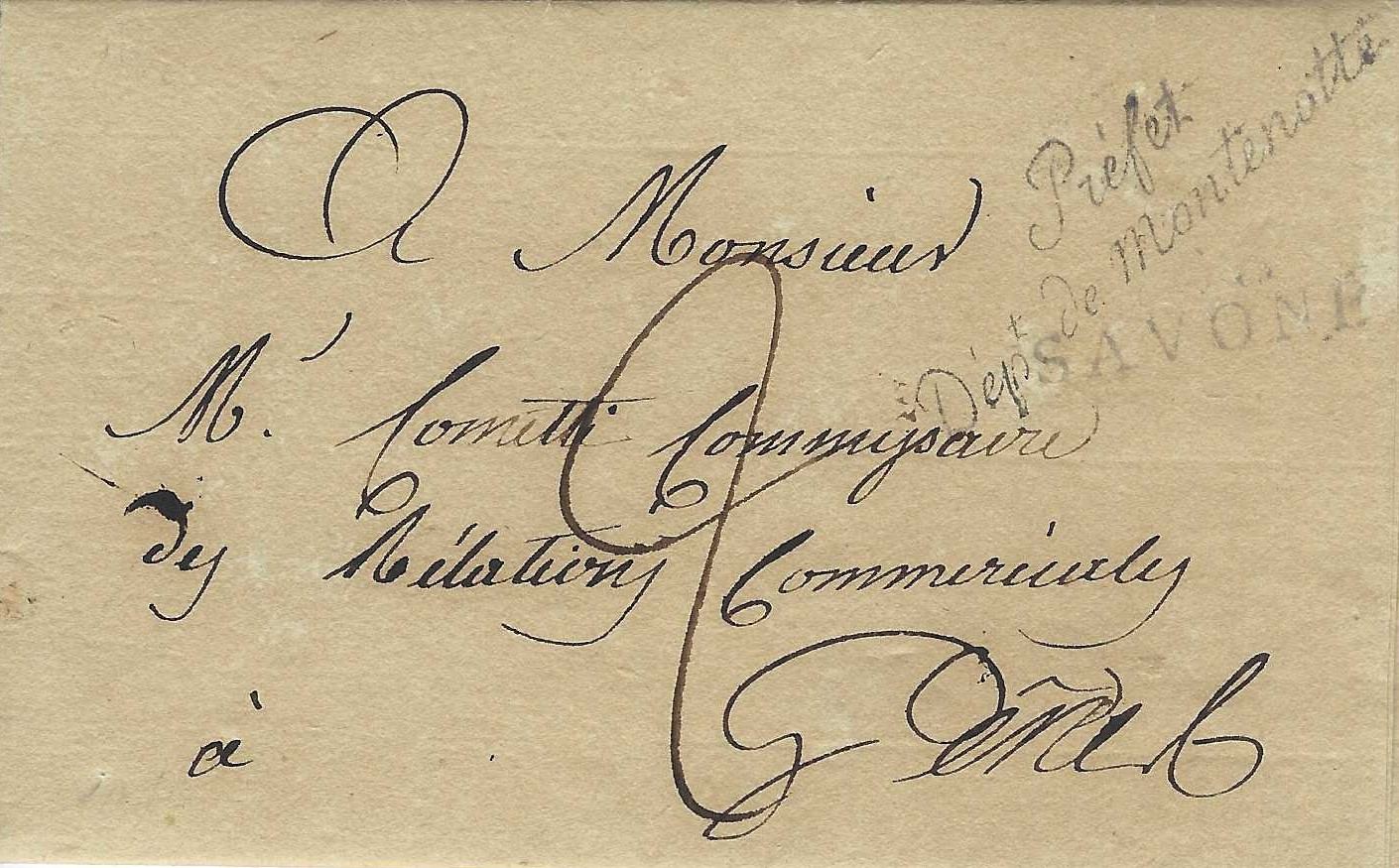
Lettre du 25 juillet 1805 portant le cachet de franchise du préfet du Montenotte

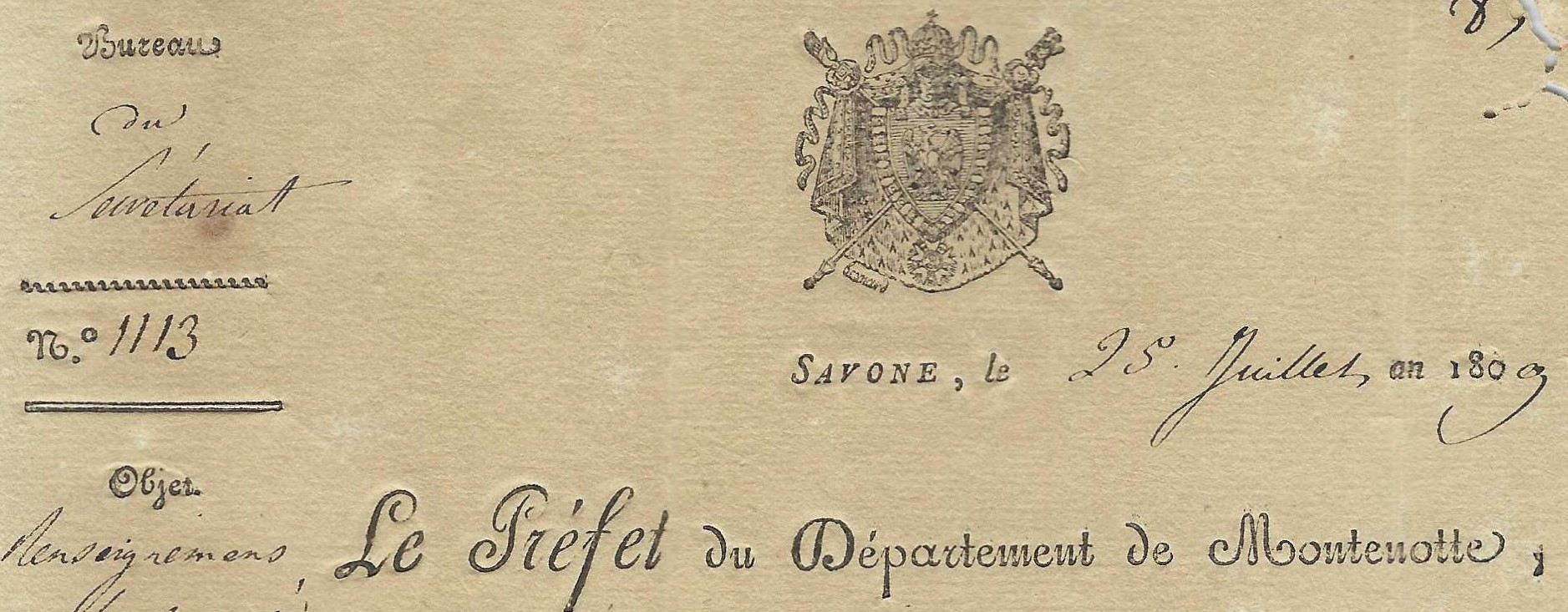
En-tête de lettre du 25 juillet 1805 du préfet du Montenotte

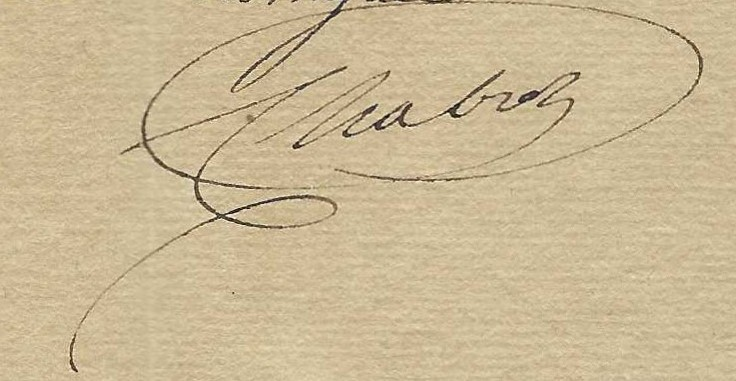
signature Chabrol sur lettre du 25 07 1805

| Période         | Période | Identité                                    | Fonction précédente                   | Observation                                                                |
| --------------- | ------- | ------------------------------------------- | ------------------------------------- | -------------------------------------------------------------------------- |
| 4 juillet 1805  | 1806    | Hugues Nardon                               | Préfet de Maine-et-Loire              | Passe à la préfecture du Taro                                              |
| 31 janvier 1806 | 1812    | Gilbert Joseph Gaspard de Chabrol de Volvic | Sous-préfet de Pontivy                | Passe à la préfecture de la Seine                                          |
| 12 mars 1813    | 1814    | Anton Brignole Sale                         | Maître des requêtes au Conseil d'État | Est chargé de surveiller le pape Pie VII, en résidence surveillée à Savone |